# 费尔德霍斯特
费尔德霍斯特是德国石勒苏益格－荷尔斯泰因州的一个市镇。总面积15.48平方公里，总人口591人，其中男性305人，女性286人（2011年12月31日），人口密度38人/平方公里。